# Viladevall (Sora)
Viladevall és una masia de Sora (Osona) inclosa a l'Inventari del Patrimoni Arquitectònic de Catalunya.

## Descripció
Viladevall és un dels antics masos medievals de Sora. La seva llarga història ha fet de l'actual casa pairal un complex conjunt arquitectònic amb restes de diverses construccions. El cos de la casa està formada partint d'una planta rectangular sobre la qual exteriorment hi ha dos nivells de teulada. Tot i que algunes de les part construïdes poden ser restes de la construcció medieval, gran part del que avui es conserva és fruit de construccions posteriors com demostren les dates gravades a les llindes de portes i finestres: 166, 1668, 1706, 1740, 1792, etc. Totes les finestres de la façana principal es conserva un curiós enteixinat de fusta amb columna central treballada sobre d'una biga també de fusta. Pallisses i corts al redós de la casa.

## Història
Viladevall és dels més antics i prestigiosos masos de la parròquia. Ja existia abans de la despoblació del segle xiv i tenia unit el mas Angelachs, actual Angelats, l'Avelladar, el mas Casals i el mas Fosas. Més tard s'uní el mas Noguer amb la capella de Sant Joan.